# Hansjacob Mattsson
Hansjacob Mattson, född den 2 juni 1890, död den 1 december 1980, var en svensk ishockey- och bandyspelare samt affärsman. 
Hansjocob Mattson spelade bandy i IFK Gävle och deltog som 17-åring i den första SM-finalen, som spelades 1907 mot IFK Uppsala; även hans bror Ruben Mattsson ingick i laget.. 
Hansjacob Mattson skickades ut i Europa för att lära sig språk och affärsmannaskap. Den första anhalten för hans bildningsresa till Tyskland, där han också hann med att lära sig spela ishockey i Berliner SC. Han reste därefter till England 1920 i sin danande rundresa varifrån han kallades hem för att delta i Sveriges första ishockeylandslag i sommarolympiaden 1920 i Antwerpen . Han medverkade i sex matcher för Sverige.
Hansjacob Mattson drev företag i färgbranschen under flera år fram 1970-talet i Gävle och Hudiksvall. Han var ledamot i Gefle Dagblads styrelse mellan 1944 och 1976 och förutom detta vice ordförande under en period . Hansjacob Mattsson blev 90 år gammal och avled 1980.